# Portami via (film 1994)
Portami via è un film del 1994 diretto da Gianluca Maria Tavarelli.

## Trama
Luigi e Paolo passano le serate cercando in qualche modo di sfuggire la solitudine e la frustrazione di avere un lavoro per nulla appagante; l'incontro con Cristina e Cinzia - due slave costrette a prostituirsi - presenterà a tutti e quattro uno spiraglio di libertà.

## Colonna sonora
È presente la canzone Mio fratello è figlio unico di Rino Gaetano.

## Critica
- Il Dizionario Morandini assegna al film due stelle e mezzo su cinque e lo definisce un film dominato da solitudine, infelicità e malessere[1][2]
- Il Dizionario Farinotti gli assegna due stelle su cinque e non fornisce nessun giudizio critico sul film.[3]

## Curiosità
- Nel film fa una piccola comparsata il conduttore televisivo Marco Berry, nel ruolo di un cliente di Cristina e Cinzia.